# Robert Guillaume Dillon
Robert Guillaume Dillon noto anche come Robert William Dillon (Blanquefort, 3 settembre 1754 – Parigi, 28 maggio 1839) è stato un generale francese.

## Biografia

### I primi anni e la carriera militare
Figlio settimogenito di Robert Dillon, signore di Terrefort, nacque a Blanquefort in Gironda il 3 settembre 1754 e venne battezzato il giorno successivo nella parrocchia locale. La morte di suo padre nel 1764, lasciò la famiglia sull'orlo dell'indigenza.
Egli decise quindi appena dodicenne di intraprendere la carriera militare nel reggimento dei dragoni di Chabot, divenendo paggio del re nella Grande Écurie nel 1770. Dopo tre anni in questa funzione, il 12 aprile 1773 venne nominato sottotenente nella compagnia de Terlaye, nel reggimento dei dragoni di Lorena, su raccomandazione del principe di Lambesc, colonnello del medesimo reggimento. Il 2 giugno 1777 ottenne il grado di capitano per intervento personale del conte di Provenza presso il principe di Montbarrey così che la famiglia Dillon potesse ottenere la rendita di 3500 franchi e risollevarsi dalla miseria in cui era caduta. Anche il duca di Lauzun si impegnò in prima persona a partire dal 1778 per favorire la carriera di Robert Guillaume, facendolo nominare comandante della compagnia della Legione dei Volontari Stranieri della Marina con la quale nel gennaio del 1779 prese parte alla riconquista francese del Senegal dopo l'invasione inglese. Dopo questa campagna venne nominato colonnello il 2 giugno 1779 e divenne comandante in seconda dal 1º aprile 1780.
Prima del suo imbarco alla volta delle Americhe, il 21 aprile 1780 rimase ferito ad un braccio in un duello. Sbarcato nel Nuovo Mondo si batté nuovamente col visconte di Noailles il 6 settembre 1780.
Prese parte agli scontri della Rivoluzione Americana al fianco dei rivoluzionari, contro gli inglesi, distinguendosi in particolare nella battaglia di Gloucester del 3 ottobre 1781: nel suo rapporto al duca di Lauzun precisò di essersi trovato di fronte "...una carica di 150 ussari e 400 dragoni inglesi...". Il colonnello Dillon riceverà nel 1783 la croce di cavaliere dell'Ordine di San Luigi per il servizio svolto a favore degli Stati Uniti. Sempre per questa campagna militare, ottenne anche una pensione di 2400 franchi dal dipartimento della Marina (2 agosto 1783), completata da un'ulteriore pensione di 2000 franchi il 28 dicembre 1783 come vicecomandante della Legione di Lauzun. Dopo la vittoria della battaglia di Yorktown, il duca di Lauzun lasciò de facto la sua legione agli ordini del colonnello Dillon e del vice comandante, il tenente colonnello Hugau.
Tornato in Francia nel settembre del 1783, Robert Dillon venne inquadrato nel reggimento degli ussari del duca di Lauzun di cui il nobile era colonnello proprietario e l'anno successivo, il 7 gennaio, venne autorizzato a portare la medaglia d'oro della Société des Cincinnati su autorizzazione speciale di re Luigi XVI di Francia.

### L'incidente e la fine della carriera militare
Il 31 agosto 1787, un terribile incidente di caccia mise fine alla carriera militare di Robert Guillaume Dillon. Mentre era a caccia col duca di Borbone e suo figlio, il duca d'Enghien, il fucile gli scappò di mano e quattro colpi lo presero in piena mano sinistra. Gli si dovette amputare l'arto dal polso e non poté continuare a combattere. Dovette lasciare il suo reggimento e, per compensazione, venne assegnato al 3º reggimento dello stato maggiore di stanza a Lilla.
Nel 1789, nuovamente in ristrettezze economiche, Robert Dillon sollecitò diversi ministeri perché gli fosse concessa una rendita complementare ma questa gli venne rifiutata ad eccezione della somma di 2000 franchi che gli giunsero per intervento del conte di Rochembeau il 4 luglio 1789 in riconoscimento dello zelo dimostrato.
Durante il primo impero napoleonico, venne scelto quale sindaco di Livry nel 1809.
Nel 1814, con le sue proprietà saccheggiate dagli invasori della Francia all'indomani della caduta di Napoleone, gli venne affidato il rango di generale di brigata ed il comando della piazza di Saint-Germain-en-Laye il 23 maggio 1814. Il 14 settembre ricevette il cavalierato della Legion d'Onore. Il 1º marzo 1815 venne messo nuovamente a mezza paga. Il 25 febbraio 1816 venne nominato al grado onorifico di generale di divisione.
Morì a Parigi nel 1839.